# 누리호 3차 발사
누리호 3차 발사(KSLV-II Flight 3)는 누리호의 3번째 발사를 말한다. 2023년 5월 25일 오후 6시 24분 전남 고흥 나로우주센터에서 성공적으로 발사됐다.

## 역사
2021년 10월 21일 누리호 1차 발사를 했다. 당시 로켓을 3개 만들었고, 누리호 3차 발사는 이 로켓을 사용했다.
3차 발사일은 2023년 5월 10일로, 한 차례 연기된 5월 24일 발사 예정이었으나, 발사 2시간 반 전 발사 제어 컴퓨터와 발사 설비 컴퓨터 간 통신 장애가 발생하여 발사가 추가 연기되었다. 시간은 오후 6시 24분으로 동일하며, 큐브위성 7기와 차세대 소형위성을 탑재했다. 
2023년 5월 25일 오후 6시 24분 전남 고흥 나로우주센터에서 전날의 기술적 결함을 극복하고 예정대로 발사됐고, 발사 125초(2분5초) 뒤 1단을 분리했다. 또 2분여 뒤에는 2단을 성공적으로 분리했다.
이후로도 누리호는 정상 비행을 이어갔고, 오후 6시37분께 목표 고도인 550㎞에 도달했다. 목표 고도에 도달한 누리호는 먼저 차세대 소형위성 2호 분리에 성공했다. 이후 20초 간격으로 도요샛 4기도 떼어내는 데 성공했다. 발사 923초(15분23초)가 지난 오후 6시39분께 위성 분리가 모두 종료되었다. 차세대 소형위성 2호는 가장 먼저 발사 40여 분만인 25일 오후 7시 7분경 남극 세종기지 지상국에서 신호가 확인됐다. LUMIR-T1은 오후 7시 53분, 도요샛 1호기(가람)는 오후 8시 3분에 비콘 신호가 수신됐다 오전 11시, 과학기술정보통신부와 한국항공우주연구원은 도요샛 2호기(나래)가 26일 오전 6시 40분경 위성신호 수신과 양방향 교신을 수행했으며, KSAT3U는 25일 오후 11시 7분에 비콘 신호를 수신했다고 밝혔다. 
다만 도요샛 4호기(라온)와 사출 여부를 확인하지 못한 3호기(다솔)는 여전히 위성신호를 받지 못해 지속적으로 교신을 시도하겠다고 발표했다. 남은 도요샛 2기와 그 외 큐브위성 1기는 신호 수신과 교신 시도가 계속될 예정이다. 설령 도요샛 4기 중 2기가 끝까지 교신이 되지 않더라도, 이재진 천문연 우주과학본부장의 말에 따르면 “현재 위성 신호 수신이 확인된 2기만 가지고도 이론적으로 종대·횡대 편대비행 시도가 가능하다”고 한다. 
이후 같은 날 오후 6시 24분경, 한국천문연구원에서 4호기(라온)의 신호를 수신하는 데 성공했다.남은 것은 사출 여부를 확인하지 못한 도요샛 3호기와 민간 위성 1기(JAC)이다. 누리호 프로젝트의 주무부처인 과학기술정보통신부는 초기 데이터 분석 결과, 3호 다솔은 위성사출 장치에서 나오지 않은 것으로 보인다고 밝혔다.자세한 내용은 세부 데이터 분석을 거쳐 추후 브리핑하겠다고 밝혔다.

## 탑재체

### 차세대 소형위성 2호
차세대소형위성 2호는 무게 150 kg, 고도 500 km, 임무수명 2년이며, 해상도 5 m의 X 밴드 합성개구레이더(SAR)를 탑재한다.
2017년 3월부터 2020년 12월 발사까지 총 297억원의 예산이 투입되어 개발되었다.

### 큐브위성
큐브위성 7기를 동시에 발사했다. 발사 후 15분 가량 지난 6시 37분 누리호 3단부가 고도 550㎞ 목표 궤도에 진입해 차세대소형위성 2호를 성공적으로 분리했다. 이어 20초 간격으로 져스택의 JAC와 루미르의 LUMIR-T1, 카이로스페이스의 KSAT3U 등 3기의 큐브위성을 분리했다. 이어 천문연의 도요샛 4기를 역시 20초 간격으로 잇달아 사출하며 위성을 궤도에 투입하는 임무를 성공적으로 마쳤다.
- JAC, 져스텍, 무게 4 kg, 해상도 4 m
- LUMIR-T1, 루미르, 무게 10 kg
- KSAT3U, 카이로스페이스, 무게 6 kg
- 도요샛 1호, 한국천문연구원, 무게 10 kg
- 도요샛 2호, 한국천문연구원, 무게 10 kg
- 도요샛 3호, 한국천문연구원, 무게 10 kg
- 도요샛 4호, 한국천문연구원, 무게 10 kg